# Diócesis de Kearney
La diócesis de Kearney (en latín: Dioecesis Kearniensis y en inglés: Roman Catholic Diocese of Kearney) fue una circunscripción eclesiástica de la Iglesia católica en Estados Unidos. Se trataba de una diócesis latina, sufragánea de la arquidiócesis de Dubuque. Fue suprimida el 11 de abril de 1917 y restaurada como diócesis titular en 1995. Desde el 21 de mayo de 2004 su obispo titular es Brian Alan Nunes.

## Territorio y organización
La diócesis tenía 108 800 km² y extendía su jurisdicción sobre los fieles católicos de rito latino residentes en parte del estado de Nebraska, comprendiendo los condados de: Buffalo, Sherman, Valley, Garfield, Loup, Custer, Blaine, Brown, Keya Paha, Logan, Thomas, Hooker, McPherson, Grant, Cherry, Rock, Garden, Morrill, Cheyenne, Kimball, Banner, Box Butte, Scotts Bluff, Sioux, Dawes, Sheridan, Wheeler, Greeley, Howard y la parte de los condados de Deuel, Dawson, Lincoln, Keith y Hall que se ubica al norte de los ríos Platte y Platte Sur.
La sede de la diócesis se encontraba en la ciudad de Kearney, en donde su catedral era la iglesia de Santiago, que fue vendida en 1980 y la parroquia trasladada a una nueva iglesia inaugurada el 25 de julio de 1980, como parte de la diócesis de Grand Island.
En 1928 en la diócesis existían 98 parroquias.

## Historia
La diócesis de Kearney fue erigida el 8 de marzo de 1912 mediante el decreto Ssmus. Dominus Noster de la Congregación Consistorial, tomando su territorio de la diócesis de Omaha (hoy arquidiócesis de Omaha).
El 13 de mayo de 1916, mediante el decreto Cum Metropolitanus de la Sagrada Congregación Consistorial, la diócesis de Omaha cedió los condados de Hall, Wheeler, Greeley y Howard a la diócesis de Kearney.
El 11 de abril de 1917, mediante el decreto Recto et utili de la Congregación Consistorial, la sede de la diócesis de Kearney fue trasladada a la ciudad de Grand Island (que había sido incorporada en la transferencia de territorio de 1916) y tomó el nombre de diócesis de Grand Island.

### Diócesis titular
Desde 1995 Kearney figura entre las sedes episcopales titulares de la Iglesia católica. Desde el 18 de julio de 2023 el obispo titular es Brian Alan Nunes, obispo auxiliar de la arquidiócesis de Los Ángeles.

## Estadísticas
Según el sitio Catholic-Hierarchy la diócesis tenía a fines de 1928 un total de 23 191 fieles bautizados.
| Año                         | Población            | Población | Población      | Sacerdotes | Sacerdotes    | Sacerdotes    | Bautizados por sacerdote | Diáconos permanentes | Religiosos | Religiosos | Parroquias |
| Año                         | Bautizados católicos | Total     | % de católicos | Total      | Clero secular | Clero regular | Bautizados por sacerdote | Diáconos permanentes | Varones    | Mujeres    | Parroquias |
| --------------------------- | -------------------- | --------- | -------------- | ---------- | ------------- | ------------- | ------------------------ | -------------------- | ---------- | ---------- | ---------- |
| 1918                        | 20 038               |           |                | 56         | 49            | 7             | 357                      |                      |            |            | 91         |
| 1928                        | 23 191               |           |                | 66         | 64            | 2             | 351                      |                      |            |            | 98         |
| Fuente: Catholic-Hierarchy. |                      |           |                |            |               |               |                          |                      |            |            |            |

## Episcopologio
- James Albert Duffy † (27 de enero de 1913-11 de abril de 1917 sede renombrada diócesis de Grand Island)

### Obispos titulares
- Thomas Gerard Wenski (24 de junio de 1997-1 de julio de 2003 nombrado obispo coadjutor de Orlando)
- Felipe de Jesús Estévez (21 de noviembre de 2003-27 de abril de 2011 nombrado obispo de San Agustín)
- Robert Peter Deeley (9 de noviembre de 2012-18 de diciembre de 2013 nombrado obispo de Portland)
- Mario Eduardo Dorsonville-Rodríguez † (20 de marzo de 2015-1 de febrero de 2023 nombrado obispo de Houma-Thibodaux)
- Brian Alan Nunes, desde el 18 de julio de 2023